# VSV Havel Oranienburg
Der VSV Havel Oranienburg ist ein Volleyballverein aus der Stadt Oranienburg im Landkreis Oberhavel mit rund 190 Mitgliedern. Die erste Frauenmannschaft des Vereins spielt in der 3. Liga Nord.

## Verein
Der VSV Havel Oranienburg ging 1997 aus der Sektion Volleyball des Turnvereins Oranienburg (TVO) hervor. 1999 stieg den Verein in den Landesspielbetrieb Brandenburgs ein. Mit seinen rund 180 Mitgliedern in sieben Frauen- und zwei Männermannschaften sowie mehreren Jugend- und Freizeitteams ist der Club nach den Fußballvereinen Oranienburger FC Eintracht und TuS 1896 Sachsenhausen, dem Handball-Drittligisten Oranienburger HC und dem mehrspartigen SV Athletik Oranienburg der fünftgrößte Sportverein der Kreisstadt.
Seit der Saison 2012/13 spielte die erste Frauenmannschaft des Vereins in der Regionalliga Nordost. Sie ist seitdem das höchstklassigste Volleyballteam des Landkreises Oberhavel. Im selben Jahr gewann der Verein den Landespokal des Landes Brandenburg und nahm somit am Pokal des Regionalspielbereichs Nordost teil. Hier unterlag man erst im Finale der Reserve des Bundesligisten Köpenicker SC im Tie-Break und verpasste somit knapp den Einzug in die Hauptrunde des DVV-Pokals.
Die Saison 2013/14 schloss die Mannschaft mit dem zweiten Tabellenplatz ab und stieg somit nach dem Verzicht des Tabellenersten SG Rotation Prenzlauer Berg in die Dritte Liga Nord auf. Während die erste Drittliga-Saison des Vereins noch auf dem 8. Platz abgeschlossen wurde, landete man in der zweiten Saison auf dem 2. Tabellenplatz. 2017 wurde die Mannschaft Meister der Dritten Liga Nord und gewann erneut den Brandenburger Landespokal. Diesen Erfolg konnte der Verein 2019 wiederholen und schloss die Saison zudem auf Platz 2 der 3. Liga Nord ab. 2023 gewann der Verein erneut die Meisterschaft in der Dritten Liga.
Im Kader der Mannschaft standen und stehen bekannte Spielerinnen wie die ehemalige Junioren-Nationalspielerin Michaela Sabrowske, die ehemalige Nationalspielerin Kathleen Weiß, die mehrmalige deutsche Meisterin Julia Rienhoff sowie die ehemalige U18- und U23-Europameisterin im Beachvolleyball Frederike Fischer. Trainiert wurde die Mannschaft zeitweilig vom deutschen Meister und früheren BR-Volleys-Profi Ricardo Galandi. Seit Juni 2020 trainiert der frühere Bundesligaspieler Raphael Döring die Mannschaft.
Die erste Männermannschaft des Vereins ging zeitweilig eine Spielgemeinschaft mit dem Kremmener SV ein und spielte von 2011 bis 2015 unter dem Namen Kremmener Havel SV in der Landesklasse Nord des Landes Brandenburg. Die Spielzeit 2013/14 beendeten die Männer auf dem dritten Tabellenplatz und stiegen sportlich in die Landesliga Nord auf. Da die Spielgemeinschaft mit dem Kremmener SV zur Saison 2015/16 wieder gelöst wurde, verblieb der VSV Havel aber in der Landesklasse. Die zweite Frauenmannschaft des Vereins spielte in der Saison 2015/16 in der Landesliga Nord.